# Оатсенайм
Оатсенайм (фр. Hohatzenheim [oatsenajm]) — упразднённая коммуна на северо-востоке Франции в регионе Эльзас — Шампань — Арденны — Лотарингия, департамент Нижний Рейн, округ Саверн, кантон Буксвиллер. До марта 2015 года коммуна административно входила в состав упразднённого кантона Ошфельден (округ Страсбур-Кампань). Упразднена с 1 января 2016 года и объединена с коммунами Вингерсайм, Женсайм и Миттелозен в новую коммуну Вингерсайм-ле-Катр-Бан.
Площадь коммуны — 2,0 км², население — 215 человек (2006) с тенденцией к снижению: 207 человек (2013), плотность населения — 103,5 чел/км².

## Население
Население коммуны в 2011 году составляло 206 человек, в 2012 году — 207 человек, а в 2013-м — 207 человек.
| 1962 | 1968 | 1975 | 1982 | 1990 | 1999 | 2006 | 2008 | 2011 | 2012 | 2013 |
| ---- | ---- | ---- | ---- | ---- | ---- | ---- | ---- | ---- | ---- | ---- |
| 164  | 164  | 163  | 180  | 188  | 231  | 215  | 208  | 206  | 207  | 207  |

Динамика населения:

## Экономика
В 2010 году из 139 человек трудоспособного возраста (от 15 до 64 лет) 105 были экономически активными, 34 — неактивными (показатель активности 75,5 %, в 1999 году — 70,0 %). Из 105 активных трудоспособных жителей работали 96 человек (54 мужчины и 42 женщины), 9 числились безработными (пятеро мужчин и четыре женщины). Среди 34 трудоспособных неактивных граждан 14 были учениками либо студентами, 13 — пенсионерами, а ещё 7 — были неактивны в силу других причин.

## Достопримечательности (фотогалерея)

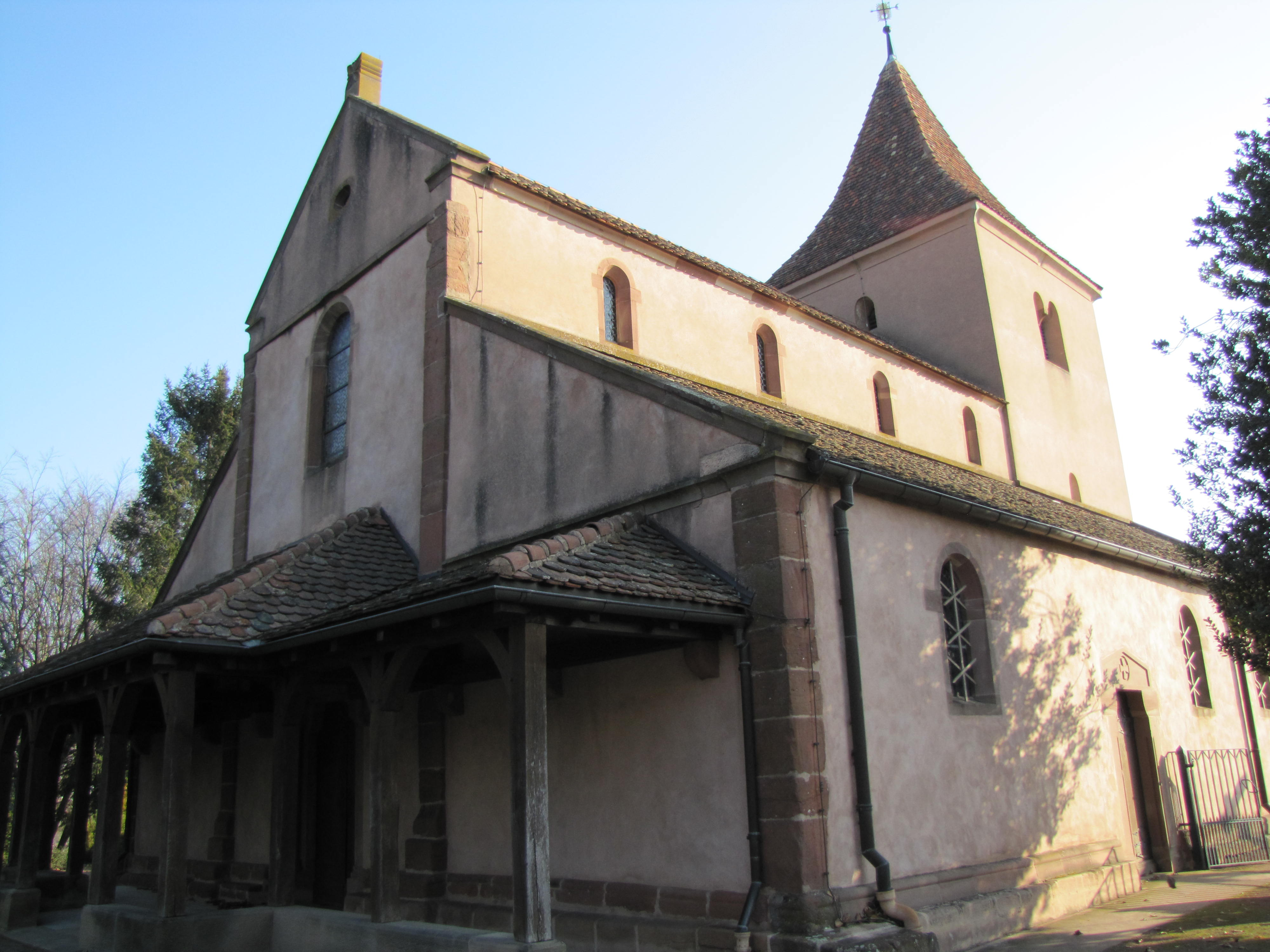
Церковь святых Петра и Павла
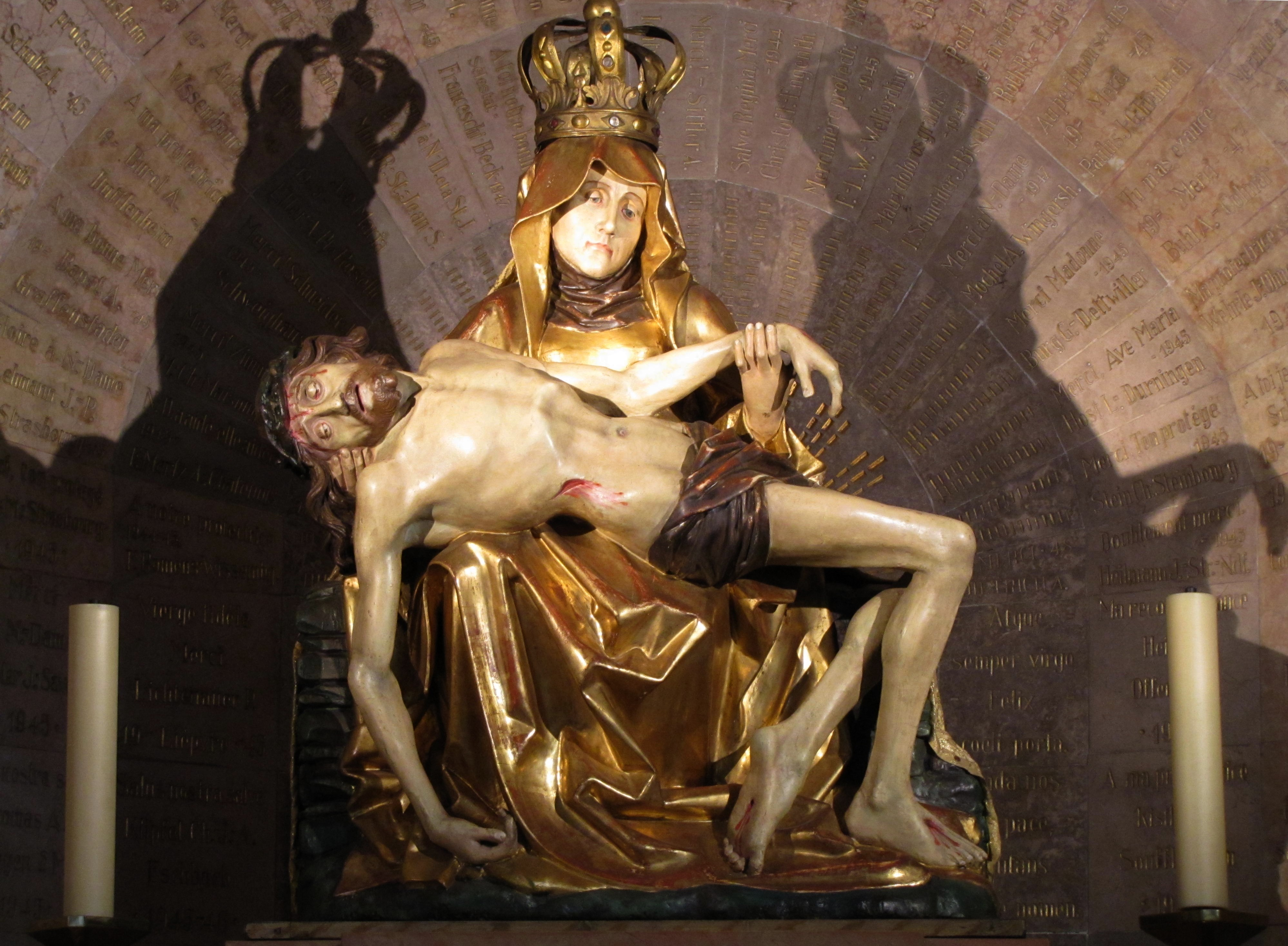
Статуя
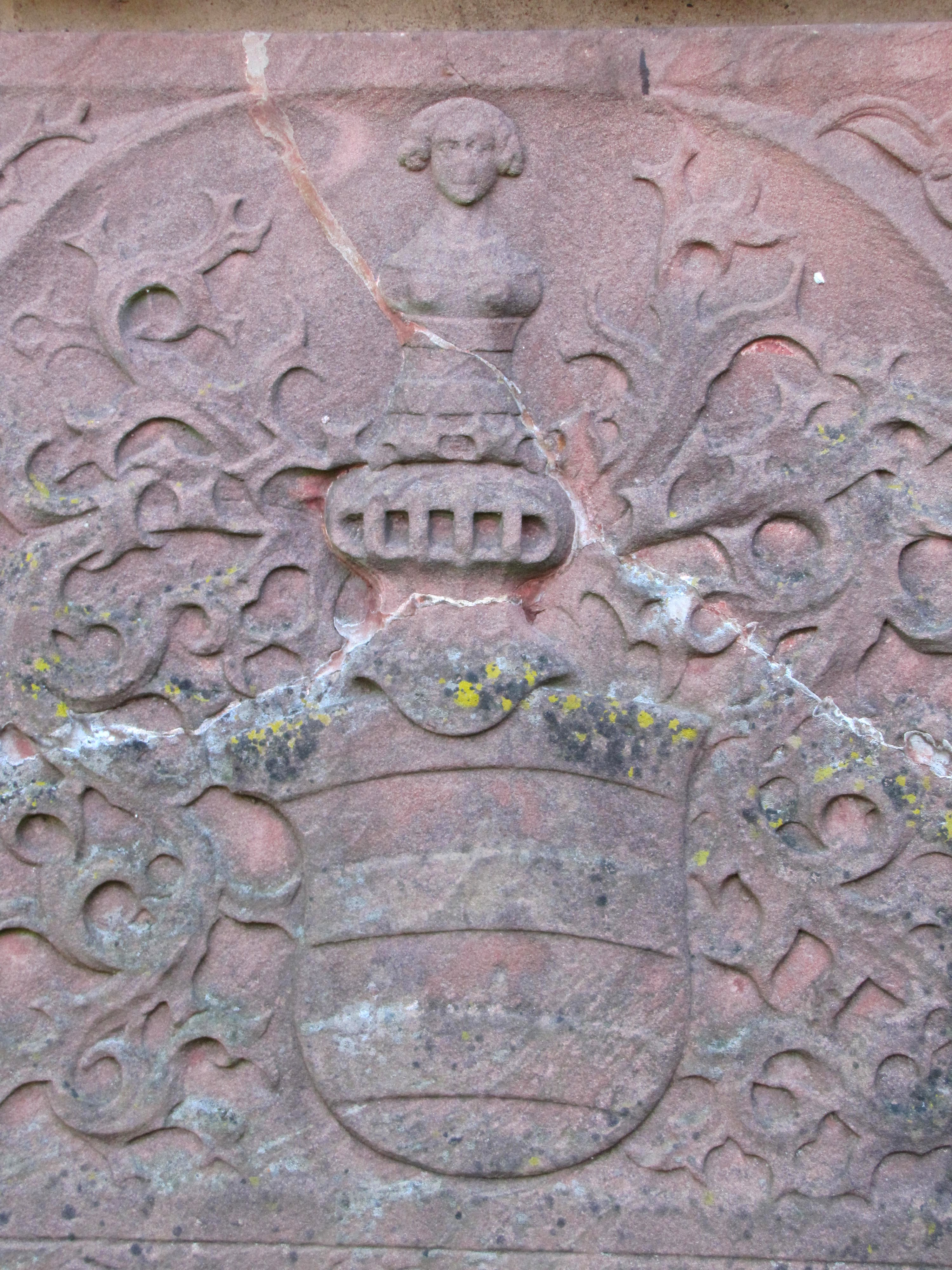
Могильная плита